# Stazione di Almè
La stazione di Almè era una fermata della ferrovia della Valle Brembana a servizio dell'omonimo comune.

## Storia
La fermata fu aperta il 1º luglio 1906, al completamento del tronco fino a San Pellegrino Terme. Il capolinea fu prolungato a San Giovanni Bianco il 15 ottobre dello stesso anno per poi giungere a Piazza Brembana il 31 luglio 1926.
Il servizio viaggiatori fu soppresso il 17 marzo 1966 insieme all'intera ferrovia.

## Strutture e impianti
Essendo una fermata in piena linea, il piazzale era composto dal solo binario di corsa della linea ferroviaria.
L'impianto era dotato di un fabbricato viaggiatori in muratura, a due livelli fuori terra, esternamente ornato di elementi architettonici in stile liberty, come le altre costruzioni della FVB.

## Movimento
La fermata era servita dai treni omnibus e accelerati Bergamo-San Giovanni Bianco fino al 1926, quando, a seguito dell'apertura della linea per Piazza Brembana, furono prolungati fino al nuovo capolinea.